# Вальє-де-Самансас
Вальє-де-Самансас (ісп. Valle de Zamanzas) — муніципалітет в Іспанії, у складі автономної спільноти Кастилія-і-Леон, у провінції Бургос. Населення — 67 осіб (2010).
Муніципалітет розташований на відстані близько 270 км на північ від Мадрида, 55 км на північ від Бургоса.
На території муніципалітету розташовані такі населені пункти: (дані про населення за 2010 рік)
- Айланес: 22 особи
- Барріо-ла-Куеста: 7 осіб
- Басконес-де-Самансас: 11 осіб
- Гальєхонес: 15 осіб
- Робредо-де-Самансас: 5 осіб
- Вільянуева-Рампалай: 7 осіб

## Демографія
Динаміка населення (INE ):